# Nicolás de Jesús Belando
Nicolás de Jesús Belando fou un franciscà descalç i historiador espanyol del segle xviii.
Nasqué a Alacant i entrà a l'orde dels franciscans al convent de Sant Joan de la Rivera. És autor, entre altres obres, algunes inèdites, d'una Historia civil de España y sucesos de la guerra y tratados de la paz desde el año mil setecientos hasta el de mil setecientos treinta y tres (Madrid, 1740-1744), que tracta sobre la Guerra de Successió Espanyola i el tercer volum de la qual fou denunciat per un jesuïta i prohibit el 6 de febrer del 1744 per la Inquisició. El 6 de desembre fou penitenciat per aquesta causa i desterrat de la cort durant quatre anys. Aquest volum fou resumit i comentat en un escrit inèdit de Melchor de Macanaz, qui li notà el que entenia com nombroses omissions, dissimulacions i excessives prudències.